# Beschreibung II
Beschreibung II ist eine Erzählung von Wolfgang Hilbig, die in den Jahren 1980 und 1981 entstand und 1985 im zweiten Prosaband des Autors in Frankfurt am Main erschien. Einen Antrag für den Nachdruck, gestellt von einem DDR-Verlag, lehnte das Büro für Urheberrechte am 28. Februar 1985 ab.
Die „Arbeit“ der Stasi wird thematisiert. Eckart nennt die drei in der 1985er Erstausgabe (siehe unten) versammelten Texte „Gespenstergeschichten“ in der Nachfolge E. T. A. Hoffmanns. Zudem habe sich der Autor von Kafka inspirieren lassen.

## Titel
Innerhalb oben aufgeführten Themas „Arbeit“ der Stasi handelt Wolfgang Hilbig ein paar „Beschreibungen der Macht“ zu DDR-Zeiten ab. Der Text zerfällt in zwei Teile. Im Teil I sucht der Ich-Erzähler, ein Schriftsteller, von Dresden aus per Elbdampfer das Hotel „Zum Hammer von W.“ auf. Im Titel gebenden Teil II erlebt der Leser den Schriftsteller auf der Flucht per Eisenbahn und zuletzt per pedes zurück nach Dreßden. Am Ende des ersten Teils macht sich der Erzähler Mut zum Schreiben des Restes – einer diffizilen Materie. Ein falsches Wort und er könnte dafür verhaftet werden, ängstigt sich der verzagt-mutige Schreiberling.
Heising sieht den eigenwilligen Titel so: Erstens, „die Selbstbeschreibungen der Macht sind bis zum Erbrechen erledigt.“ Der Autor setzt diesen Beschreibungen den „Text aus der Niederlage“, „die Beschreibung aus den Katakomben“ entgegen.

## Inhalt
I
Im Herbst fährt der Erzähler mit seinem Begleiter vier Stunden elbaufwärts nach W. Der Erzähler hatte den Schriftstellerfreund F.S. (der seine Texte gewöhnlich mit einer konspirativen Aura umgibt) in dessen Dresdner Wohnung aufgesucht und einen brauchbaren Tipp bekommen: Der Erzähler könne in der Nachfolge F.S.s auf dessen Empfehlung hin in oben genannten Hotel als Kellner anfangen. Neben dem Kellnern beabsichtigt der Schriftsteller „eine Beschreibung der Macht aus eigener Anschauung“. F.S. hatte die Teilnahme an der Flussfahrt versprochen, war aber nicht an der Dresdner Anlegestelle erschienen; augenscheinlich aus gutem Grund, wie sich herausstellen wird. F.S. hatte offenbar eine ebensolche Beschreibung begonnen.
In dem Hotel wird der Erzähler von seinem künftigen Vorgesetzten, dem Oberkellner, empfangen. Der Empfangschef Marcel mischt sich immer einmal in das Vorstellungsgespräch ein. Von einem F.S. weiß man im Hotel nichts. Nach einigem Hin-und-Her-Gerede dämmert es bei den beiden Herrschaften: Der Kellner Hands ist gemeint. Hands hat in der letzten Woche gekündigt und sei kürzlich in Dresden verhaftet worden. Bei der letzten Eröffnung wird dem Schriftsteller übel. Er flüchtet und erreicht unbehelligt den Bahnhof. Der Flüchtling reimt sich zusammen, er soll die Beschreibung der Macht, vom Freunde begonnen, als Teil II fortführen und abschließen.
II
Auf der Rückfahrt nach Dresden hat der Schriftsteller im Eisenbahnabteil einen Albtraum. Ihm ist, als führe er auf jenem oben erwähnten Elbdampfer abwärts und der Oberkellner serviere ihm ein Bier nach dem anderen. Natürlich ist Marcel mit von der Partie. Alles vorher Geschehene wird nun in sein Gegenteil verkehrt. Von einer Abweisung des Arbeitnehmers ist keine Rede mehr. Natürlich darf der Schriftsteller vor Verlassen des Dampfers das Unterschreiben des Vertrages nicht vergessen, doch zuvor werden zwei Fragen beantwortet: Wie geht es in obigem Hotel zu? Welche Aufgabe wird der kellnernde Schriftsteller haben? Der Spitzel muss die Reaktionen des betreffenden Hotelgastes „genauestens registrieren“ und dem Oberkellner mitteilen. Auf die „Enthüllungen kommt es schließlich an.“ Hat „diese Person Kontakt zum Ausland aufgenommen“? Solche Frage interessiert zuerst. Der Oberkellner spart nicht mit nützlichen Eröffnungen. So mache sich zum Beispiel jeder verdächtig, der eine unbekannte Person erwähnt. „Denn“, so der Oberkellner, „unter uns existiert keine unbekannte Person.“
Aufgewacht und in Elbflorenz wieder angekommen, beschreibt der Schriftsteller den Ort Dreßden als „die Hölle“, als „Teil der Unterwelt: Dreßden, mit seiner abscheulichen Plaza in Form eines männlichen Pissoirsymbols, war ein auf Erden projiziertesn Kabinett der Hölle.“

## Rezeption
- 30. Juni 1985: Jürgen Peter Wallmann im Tagesspiegel: Die Elbe als Styx.[10]
- 14. Oktober 1988: Karol Sauerland in der Neuen Zürcher Zeitung: Die Macht ist ein Nichts.[11]
- Genia Schulz bemerkt eine „Atmosphäre von Unsicherheit und unbestimmter Bedrohung“, die das schreibende Ich umgäbe; so ähnlich wie in der Schauer-Romantik. Hauptmotive der Beschreibung seien die „verfahrene“ Reise und die Ich-Spaltung im Moment der Selbstbespiegelung/Selbsterkennung des Erzählers.[12] Zu sagen wäre noch: „Einmal in Kontakt mit der Macht, bleibt es [das schreibende Ich] unter Aufsicht, selbst wo es aus dem Innern zu schöpfen meint.“[13]
- Der Outcast (eng. Ausgestoßener) habe es bei Wolfgang Hilbig meist mit einem korrekt gekleideten/auftretenden Gegenüber zu tun – wie hier in der Erzählung der Schriftsteller mit dem Oberkellner.[14]
- Eckart schreibt: „… ein totalitärer Staat [gemeint ist die DDR] muß sich einen Feind erfinden, um sich seiner eigenen Realität zu versichern“. Und der Schriftsteller in der Erzählung habe sich in die Rolle eines solchen Feindes gedrängt.[15]
- Oben unter Inhalt ist eingangs von einem Reisebegleiter des Ich-Erzählers die Rede. Bordaux[16] geht auf diesen Begleiter ein. Er ist weiter nichts als der bei Wolfgang Hilbig fast schon obligatorische Doppelgänger des Schriftstellers. Dieses Double wird für Dialoge gebraucht. Original und Kopie seien stellenweise fast ununterscheidbar.
- Loescher entdeckt Züge des Picaro-Romans[17] und philosophiert über den Mythos, also die Vergnügungsfahrt auf dem Acheron Elbe.[18]
- Steiner[19] nennt den Text als Exempel für die Nachträglichkeit. Das ist ein Mehrebenen-Begriff zu den erzählerischen Zeiten.

### Textausgaben
- Wolfgang Hilbig: Der Brief. Drei Erzählungen (Beschreibung II. Der Brief. Die Angst vor Beethoven). S. Fischer Taschenbuch (Collection S. Fischer Bd. 42), Frankfurt am Main 1985, ISBN 3-596-22342-3. 233 Seiten (Erstausgabe).
- Wolfgang Hilbig: Beschreibung II. S. 138–190 in Jörg Bong (Hrsg.), Jürgen Hosemann (Hrsg.), Oliver Vogel (Hrsg.): Wolfgang Hilbig. Werke. Band Erzählungen und Kurzprosa. Mit einem Nachwort von Katja Lange-Müller. S. Fischer, Frankfurt am Main 2009, ISBN 978-3-10-033642-2.[A 6]

### Sekundärliteratur
- Jan Strümpel: Bibliographie zu Wolfgang Hilbig. S. 93–97 in Heinz Ludwig Arnold (Hrsg.): Text+Kritik. Heft 123. Wolfgang Hilbig. München 1994, ISBN 3-88377-470-7
- Genia Schulz: Postscriptum. Zum Erzählband „Der Brief“. S. 137–152 in Uwe Wittstock (Hrsg.): Wolfgang Hilbig. Materialien zu Leben und Werk. Fischer Taschenbuch Verlag, Frankfurt am Main 1994, ISBN 3-596-12253-8
- Uwe Wittstock: Das Prinzip Exkommunikation. Wanderungen in Wolfgang Hilbigs ungeheurer Prosalandschaft. S. 229–245 in Uwe Wittstock (Hrsg.): Wolfgang Hilbig. Materialien zu Leben und Werk. Fischer Taschenbuch Verlag, Frankfurt am Main 1994, ISBN 3-596-12253-8
- Gabriele Eckart: Sprachtraumata in den Texten Wolfgang Hilbigs. in Richard Zipser (Hrsg.): DDR-Studien, Bd. 10. Peter Lang, Frankfurt am Main 1996, ISBN 0-8204-2645-8
- Bärbel Heising: „Briefe voller Zitate aus dem Vergessen“. Intertextualität im Werk Wolfgang Hilbigs. (Bochumer Schriften zur deutschen Literatur (Martin Bollacher (Hrsg.), Hans-Georg Kemper (Hrsg.), Uwe-K. Ketelsen (Hrsg.), Paul Gerhard Klussmann (Hrsg.)) Peter Lang, Frankfurt am Main 1996 (Diss. Bochum 1995), ISBN 3-631-49677-X)
- Sylvie Marie Bordaux: Literatur als Subversion. Eine Untersuchung des Prosawerkes von Wolfgang Hilbig. Cuvillier, Göttingen 2000 (Diss. Berlin 2000), ISBN 3-89712-859-4
- Jens Loescher: Mythos, Macht und Kellersprache. Wolfgang Hilbigs Prosa im Spiegel der Nachwende. Editions Rodopi B.V., Amsterdam 2003 (Diss. Berlin 2002), ISBN 90-420-0864-4
- André Steiner: Das narrative Selbst – Studien zum Erzählwerk Wolfgang Hilbigs. Erzählungen 1979–1991. Romane 1989–2000.  Peter Lang, Frankfurt am Main 2008 (Diss. Bremen 2007), ISBN 978-3-631-57960-2
- Birgit Dahlke: Wolfgang Hilbig. Meteore Bd. 8. Wehrhahn Verlag, Hannover 2011, ISBN 978-3-86525-238-8